# マグプル
マグプル・インダストリーズ・コーポレーション(Magpul Industries Corporation)は、ポリマーを用いた銃器の設計および製造で知られる銃器メーカー。本社はアメリカ合衆国コロラド州エリーに所在するが、同社の製品には「Made in Boulder, CO」（「コロラド州ボルダー製」）と刻印されている。社名の「マグプル」(Magpul)は、同社が最初に製造した製品の製品名に基づく。これはアメリカ軍およびNATO軍が使用するSTANAG マガジンに取り付けるゴム製ストラップで、弾倉(magazine)をポーチから素早く引きぬく(Pull)為のアクセサリーだった。
創業以来、主にAR-15小銃およびその派生型を対象としたアクセサリーの設計・製造を行なってきたが、近年では銃器そのものの設計も行なっている。
また、マグプルは既存の銃器を元にプラスチック部品や様々なアクセサリーの提供を行なってきた為、例えば銃器業界紙などで類似の近代化設計がなされた銃器を解説する際にはしばしば社名が引用される。あるいはこれら近代的な設計を指し、鉄と木で作られた「伝統的な」銃器に対してマグプル化(magpulized)されているというような表現が用いられることもある。

## 歴史

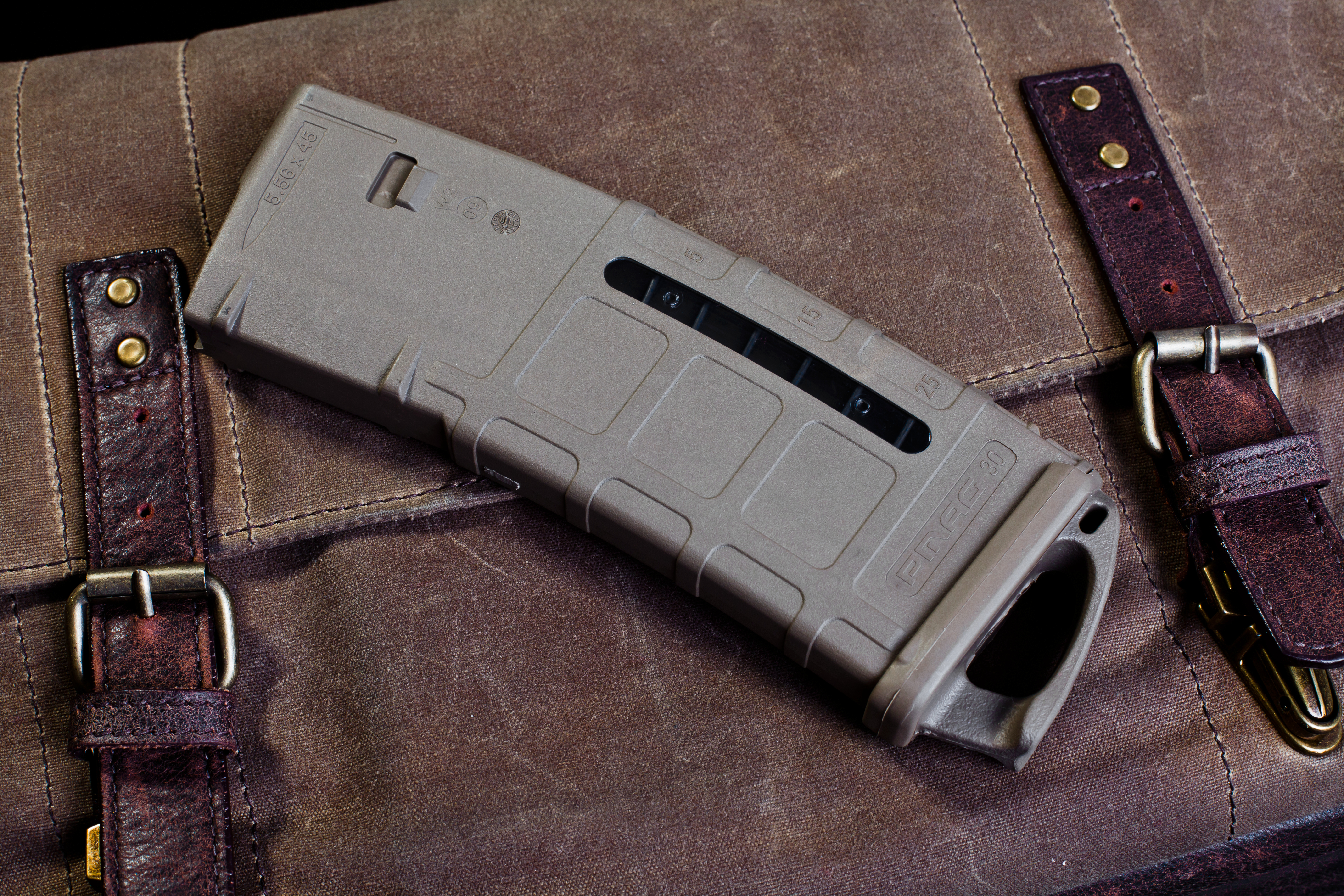
M16用のPMAG。

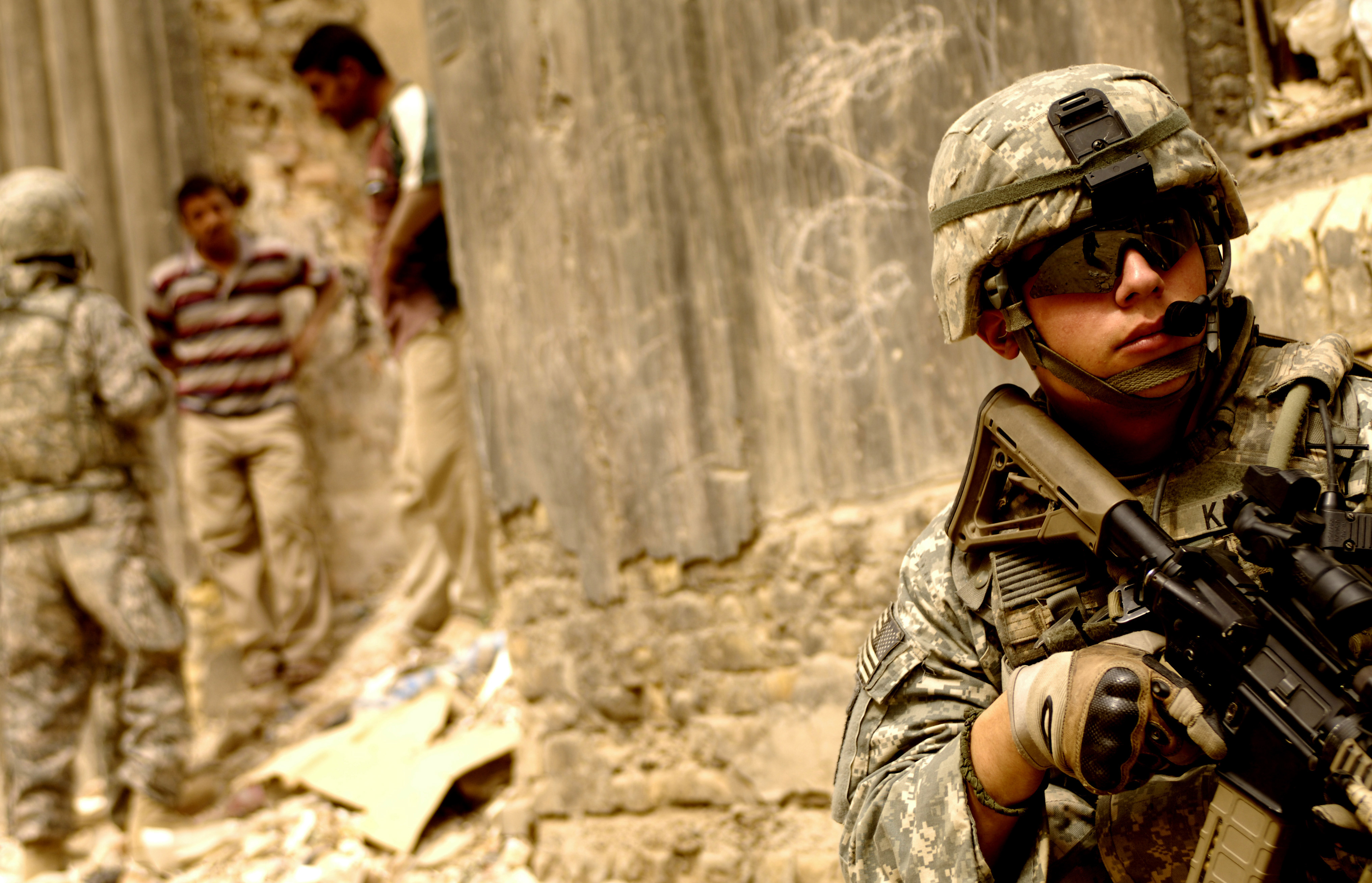
イラクで活動中のアメリカ兵。マグプルのCTRストックやPMAGを装着したM4カービンを装備している。

1999年、米海兵隊フォース・リーコンの軍曹だったリチャード・M・フィッツパトリック(Richard M. Fitzpatrick)によって創業される。2008年までに同社は業種によって3つに分割された。火器のアクセサリーの設計・生産を行うマグプル・インダストリーズ(Magpul Industries)、エアソフトガンなど訓練銃や遊戯銃とアクセサリーの設計・生産を行うマグプル・プロフェッショナル・トレーニング&シミュレーション（Magpul Professional Training & Simulation, PTS、2007年創設）、火器の訓練や教習ビデオの製造・販売を行うマグプル・ダイナミクス（Magpul Dynamics、2008年創設）の3社である。
現在のCEOはリチャード・フィッツパトリックである。フィッツパトリックは前任者でマグプル・ダイナミクスのCEOを兼任していたトラビス・ハーレーの退職を受けて職を引き継いだ。なお、ハーレーはマグプル退社後にハーレー・ストラテジック・パートナーズ(Haley Strategic Partners)なる企業を設立している。

### 「ボルダー空輸」
2013年、コロラド州議会にて弾倉容量を10発（散弾銃は5発）に制限する州議会法案1224号（Colorado House Bill 1224）が提出された。マグプルはこの法案に反発し、コロラド州民に対して優先的に標準容量の弾倉を供給すると共に法案改正への支援を訴えた。同社はこの反対運動をかつてベルリン封鎖の中で行われたベルリン空輸(Berlin Airlift)に例え、ボルダー空輸(Boulder Airlift)と呼称している。

## 年表
- 1999年：リチャード・フィッツパトリックがマグプル 5.56(Magpul 5.56)を開発し、NDIA（英語版）（National Defense Industrial Association, アメリカ国防産業協会）で発表する。
- 2000年：新商品マグプル 7.62(Magpul 7.62)とマグプル 9mm(Magpul 9mm)を発表。
- 2001年：マグプル最初の特許として米国特許第6,212,815号(U.S. Patent 6,212,815)を取得する。
- 2002年：初めて軍当局との契約が結ばれる。100個のM93銃床(M93 stock)をアメリカ海兵隊に供給した。
- 2003年：マグプルの所在がフィッツパトリックの自宅から正式なオフィスに移動する。最初の社員、ダグ・スミス(Doug Smith)が雇用される。彼は現在最高執行責任者(COO)となっている。
- 2004年：新商品マグプル・レンジャー・プレート(Magpul Ranger Plate)、セルフ・レベリング・フォロワ(Self Leveling Follower)、MIAD(MIssion ADaptable Grip)が発表される。
- 2005年：いくつかの弾倉用付属品と、同社2種類目の銃床としてPRSを発表。
- 2006年：マグプル製品に初めてNATOストックナンバー（NATO Stock Number, NATO物品管理番号）が割り当てられる。映画『ミッション:インポッシブル3』でマグプル製品が使用される。
- 2007年：AR-15用弾倉PMAG 30やUBRストック(UBR Stock)、マサダ・アダプティブ・コンバット・ライフル(Masada Adaptive Conbat Rifle)が世界最大規模の銃器見本市、SHOT Showで発表される。
- 2008年：MOE(Magpul Original Equipment)、Magpul PDRのコンセプト、FMG-9、Magpul Massoudを発表。マグプル・ダイナミクスが創設される。
- 2009年：STANAG規格4179号、すなわちSTANAG マガジンとの互換性がある弾倉としてEMAG(Export Magazine)を発表。またMBUS(Magpul Back-Up Sights)という補助照準器を発表した。
- 2010年：英国国防省との間で4年間に渡って100万個のEMAGを供給するという契約を結ぶ[7]。iPhone用ケースなどの新商品が発表される。
- 2011年：MBUS2が発表され、この製品はビデオゲーム『バトルフィールド3』のプロモーションの中で紹介された[8]。英国国防省が最初のEMAG100,000個を受領し、アフガニスタン駐在部隊に支給した[9]。マグプルがスポンサーに付いたトラックBam-BamがBreslau Adventure Rallyeに出場する[10]。
- 2012年：すべてのSTANAG規格4179号適用小銃との互換性を備えた弾倉としてPMAG 30 Gen 3が発表された[11]。

## 銃器設計コンサルタント
マグプルはクリス ヴェクターの開発にも大きく協力している。